# Różan
Różan é um município da Polônia, na voivodia da Mazóvia e no condado de Maków. Estende-se por uma área de 6,66 km², com 2 736 habitantes, segundo os censos de 2016, com uma densidade de 410,8 hab/km².